# AEW TNT Championship
AEW TNT Championship (em português: Campeonato TNT da AEW) é um campeonato televisivo de luta profissional masculino criado e promovido pela promoção americana All Elite Wrestling (AEW). Fundada em 30 de março de 2020, recebeu o nome da rede de televisão TNT, que atualmente transmite o programa principal secundário da AEW, Rampage, bem como os especiais de televisão trimestrais do Battle of the Belts da promoção. O campeão inaugural foi Cody Rhodes. O atual campeão é Kyle Fletcher, que está em seu primeiro reinado. Ele conquistou o título ao derrotar Dustin Rhodes em uma Chicago Street Fight no Collision em 31 de julho de 2025.

## História

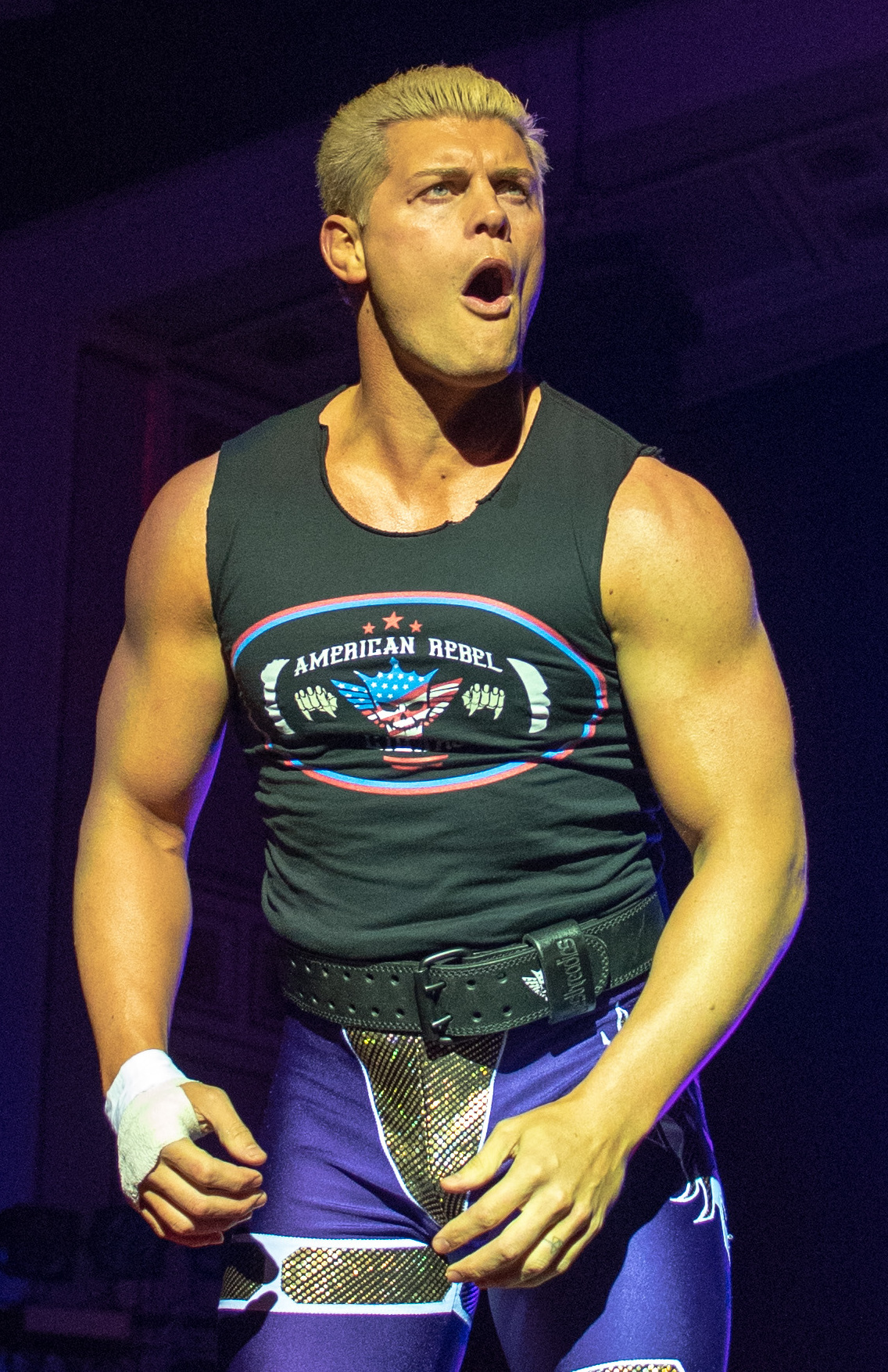
Cody Rhodes, o primeiro campeão da história do título.

Em setembro de 2019, um mês antes da All Elite Wrestling (AEW) lançar seu primeiro programa de televisão semanal, Dynamite, o vice-presidente executivo da AEW e lutador Cody brincou que a promoção acabaria estreando um campeonato de televisão, mas seu foco naquela época estava em seus outros títulos recentemente estabelecidos. Em fevereiro de 2020, o jornalista de luta livre Dave Meltzer perguntou diretamente a Cody sobre a possibilidade de a promoção adicionar um campeonato secundário. Embora não tenha confirmado ou negado, Cody não descartou a possibilidade de um título secundário ou "mid-card" estrear naquele ano. No mês seguinte, em 30 de março, na série do YouTube da AEW, Road to Dynamite, um campeonato secundário foi oficialmente anunciado. O comentarista e produtor sênior da AEW, Tony Schiavone, revelou que haveria um torneio de eliminação única de oito jogadores para coroar o primeiro Campeão TNT da AEW. O torneio começou no episódio de 8 de abril do Dynamite com a final marcada para Double or Nothing em 23 de maio. No episódio de 29 de abril, Cody e Lance Archer venceram suas respectivas partidas das semifinais, estabelecendo a partida inaugural do campeonato.
No Double or Nothing, Cody derrotou Archer para se tornar o campeão inaugural. O ex-boxeador profissional Mike Tyson apresentou o campeonato para Cody. Seu primeiro reinado com o título incluiu um 'desafio aberto' onde ele defenderia o título quase semanalmente na televisão, mesmo para lutadores independentes fora da promoção. Essas apresentações levaram notavelmente às contratações de Ricky Starks e Eddie Kingston. Em novembro, durante o segundo reinado de Cody como Campeão TNT, seu nome de ringue foi estendido para Cody Rhodes após uma batalha legal com a WWE sobre a marca registrada do nome.
Durante o Brodie Lee Celebration of Life, que foi o episódio de 30 de dezembro de 2020 do Dynamite, a AEW anunciou que havia retirado a versão com faixa vermelha do cinturão do título que havia sido usado até aquele momento para homenagear Huber, cujo nome no ringue era Mr. Brodie Lee, o segundo Campeão TNT. Lee morreu inesperadamente em 26 de dezembro e sua última luta foi no episódio de 7 de outubro do Dynamite, onde ele defendeu sem sucesso o Campeonato TNT contra Cody Rhodes em uma luta Dog Collar. O cinturão aposentado do Campeonato TNT foi dado ao filho de Huber, Brodie Lee Jr. (nome verdadeiro Brodie Huber), que foi homenageado como "TNT Champion for life" pelo presidente e CEO da AEW, Tony Khan. O comentarista da AEW, Tony Schiavone, esclareceu que apenas o design do cinturão foi retirado, não o campeonato em si; uma nova versão com faixa preta do cinturão foi lançada pelo campeão Darby Allin durante a Noite 1 do episódio especial New Year's Smash do Dynamite em 6 de janeiro de 2021.
Durante o episódio especial Holiday Bash de Rampage em 25 de dezembro de 2021, Cody Rhodes derrotou Sammy Guevara para se tornar um recorde de três vezes Campeão TNT. Os dois estavam programados para uma revanche pelo campeonato na Battle of the Belts I em 8 de janeiro de 2022; no entanto, Cody foi retirado do evento porque havia estado em contato com uma família que havia testado positivo para COVID-19, exigindo que ele fosse colocado em quarentena. Em vez disso, Guevara enfrentou o irmão de Cody, Dustin Rhodes, para determinar um campeão interino. Guevara derrotou Dustin e atuou como campeão interino até o episódio de 26 de janeiro do Dynamite. Nesse episódio, que foi um episódio especial intitulado Beach Break, Guevara enfrentou e derrotou Cody em uma luta para determinar o Campeão Indiscutível TNT.
Embora visto como um título secundário do Campeonato Mundial da AEW pelos fãs e pela mídia da indústria da luta profissional, Tony Khan afirmou que se opõe a chamá-lo de título secundário ou intermediário. Ele disse que não considera o campeonato como um título intermediário, dizendo que "estou olhando para isso como um campeonato importante que as estrelas detêm".

### Nome
O campeonato leva o nome da rede de televisão TNT, que originalmente transmitiu os dois programas principais da AEW, Dynamite e Rampage, o último dos quais estreou em agosto de 2021. A WarnerMedia, empresa controladora da TNT, solicitou à AEW que criasse o título e o nomeasse Campeonato TNT. No comunicado de imprensa sobre o título, Tony Khan afirmou que "é justo que o campeão e o cinturão do título levem o logotipo da marca TNT respeitada globalmente e que representem não apenas a AEW, mas também a programação de grande qualidade, alcance maciço e história histórica no negócio de luta livre, todos associados à TNT."
Em janeiro de 2022, Dynamite mudou-se para o canal irmão da TNT, TBS, que também é propriedade da WarnerMedia, enquanto Rampage permaneceu na TNT. Além de Rampage permanecer no canal, a AEW concordou em produzir quatro especiais de televisão trimestrais na TNT em 2022 (Battle of the Belts), com o campeonato defendido nesses especiais. Embora tenha sido especulado que o título seria renomeado para Campeonato TBS, Cody Rhodes confirmou que não seria renomeado, e, em vez disso, um Campeonato TBS da AEW separado foi estabelecido para a divisão feminina.

### Torneio inaugural
A primeira metade da chave do torneio do Campeonato TNT foi anunciada no episódio de Dark, de 31 de março de 2020, com a segunda metade revelada no Dynamite da noite seguinte. O torneio começou no episódio de 8 de abril do Dynamite e terminou no Double or Nothing em 23 de maio.
|  | Quartas de final Dynamite (8, 15 e 22 de abril de 2020) | Quartas de final Dynamite (8, 15 e 22 de abril de 2020) | Quartas de final Dynamite (8, 15 e 22 de abril de 2020) |              |               | Semifinais Dynamite (29 de abril de 2020) | Semifinais Dynamite (29 de abril de 2020) | Semifinais Dynamite (29 de abril de 2020) |  |  | Final Double or Nothing (23 de maio de 2020) | Final Double or Nothing (23 de maio de 2020) | Final Double or Nothing (23 de maio de 2020) |  |
|  |                                                         |                                                         |                                                         |              |               |                                           |                                           |                                           |  |  |                                              |                                              |                                              |  |
|  | 1                                                       | Cody                                                    | Pin                                                     |              |               |                                           |                                           |                                           |  |  |                                              |                                              |                                              |  |
|  | 1                                                       | Cody                                                    | Pin                                                     |              |               |                                           |                                           |                                           |  |  |                                              |                                              |                                              |  |
|  | 8                                                       | Shawn Spears                                            | 21:38                                                   |              |               |                                           |                                           |                                           |  |  |                                              |                                              |                                              |  |
|  | 8                                                       | Shawn Spears                                            | 21:38                                                   |              | Cody          | Cody                                      | Pin                                       |                                           |  |  |                                              |                                              |                                              |  |
|  |                                                         |                                                         |                                                         |              | Cody          | Cody                                      | Pin                                       |                                           |  |  |                                              |                                              |                                              |  |
|  |                                                         |                                                         | Darby Allin                                             | Darby Allin  | 20:10         |                                           |                                           |                                           |  |  |                                              |                                              |                                              |  |
|  | 4                                                       | Sammy Guevara                                           | Darby Allin                                             | Darby Allin  | 20:10         | 10:50                                     |                                           |                                           |  |  |                                              |                                              |                                              |  |
|  | 4                                                       | Sammy Guevara                                           |                                                         |              |               |                                           |                                           |                                           |  |  |                                              |                                              |                                              |  |
|  | 5                                                       | Darby Allin                                             | Pin                                                     |              |               |                                           |                                           |                                           |  |  |                                              |                                              |                                              |  |
|  | 5                                                       | Darby Allin                                             | Pin                                                     |              | Cody          | Cody                                      | Pin                                       |                                           |  |  |                                              |                                              |                                              |  |
|  |                                                         |                                                         |                                                         |              |               |                                           |                                           |                                           |  |  |                                              |                                              |                                              |  |
|  |                                                         |                                                         | Lance Archer                                            | Lance Archer | 22:00         |                                           |                                           |                                           |  |  |                                              |                                              |                                              |  |
|  | 2                                                       | Dustin Rhodes                                           | Lance Archer                                            | Lance Archer | 22:00         | Pin                                       |                                           |                                           |  |  |                                              |                                              |                                              |  |
|  | 2                                                       | Dustin Rhodes                                           |                                                         |              |               |                                           |                                           |                                           |  |  |                                              |                                              |                                              |  |
|  | 7                                                       | Kip Sabian                                              | 14:10                                                   |              |               |                                           |                                           |                                           |  |  |                                              |                                              |                                              |  |
|  | 7                                                       | Kip Sabian                                              | 14:10                                                   |              | Dustin Rhodes | Dustin Rhodes                             | 22:45                                     |                                           |  |  |                                              |                                              |                                              |  |
|  |                                                         |                                                         |                                                         |              | Dustin Rhodes | Dustin Rhodes                             | 22:45                                     |                                           |  |  |                                              |                                              |                                              |  |
|  |                                                         |                                                         | Lance Archer                                            | Lance Archer | Pin           |                                           |                                           |                                           |  |  |                                              |                                              |                                              |  |
|  | 3                                                       | Colt Cabana                                             | Lance Archer                                            | Lance Archer | Pin           | 12:42                                     |                                           |                                           |  |  |                                              |                                              |                                              |  |
|  | 3                                                       | Colt Cabana                                             |                                                         |              |               |                                           |                                           |                                           |  |  |                                              |                                              |                                              |  |
|  | 6                                                       | Lance Archer                                            | Pin                                                     |              |               |                                           |                                           |                                           |  |  |                                              |                                              |                                              |  |

## Design do título

A versão original com alça vermelha do cinturão TNT Championship; em homenagem ao falecido Mr. Brodie Lee (Jon Huber), o segundo detentor do título do campeonato, esta versão com faixa vermelha do cinturão do título foi aposentada em 30 de dezembro de 2020 e dada ao filho de Lee, Brodie Lee Jr. que foi nomeado "TNT Champion for life" honorário

O cinturão do Campeonato TNT tem seis placas, que originalmente estavam em uma cinta de couro vermelha. A placa central apresenta com destaque o logotipo da rede TNT no centro. Acima do logotipo da TNT está o logotipo da AEW, enquanto abaixo do logotipo da TNT está uma faixa vermelha que diz "CHAMPION". As duas placas laterais internas apresentam "Tara on Techwood", 1050 Techwood Drive em Atlanta, o prédio que foi a casa original da TNT. As duas placas laterais externas apresentam o logotipo da AEW, enquanto uma terceira placa lateral menor no lado direito também apresenta o logotipo da promoção. Quando o cinturão foi inicialmente revelado no Double or Nothing em 23 de maio, ele estava com uma pulseira de couro vermelho, mas não tinha revestimento, pois a produção do cinto havia sido atrasada devido à pandemia de COVID-19; também foi revelado que a versão final teria banho de ouro e seria revelada posteriormente. O cinturão foi produzido por Ron Edwardsen da Red Leather, que também fez os cinturões do Campeonato Mundial de Duplas da AEW. Ele disse ainda que haveria também revestimento de níquel além de ouro na versão final do Campeonato TNT, bem como um logotipo TNT em relevo. A versão completa do cinturão foi mostrada no Twitter da AEW apenas algumas horas antes do episódio de 12 de agosto do Dynamite, onde o design finalizado foi lançado para a luta de Cody contra Scorpio Sky, onde Cody reteve.
Após a morte inesperada do Mr. Brodie Lee, o segundo detentor do título do campeonato, em dezembro de 2020, a AEW retirou a versão de faixa vermelha do cinturão do campeonato que havia sido usado até aquele momento para homenagear Lee (semelhante a como as equipes esportivas aposentam várias ). Durante a noite de um episódio especial do Smash de Ano Novo de Dynamite em 6 de janeiro de 2021, um novo cinto foi revelado por Darby Allin, apresentando o mesmo design do cinto anterior, mas em uma pulseira de couro preto em oposição ao vermelho.

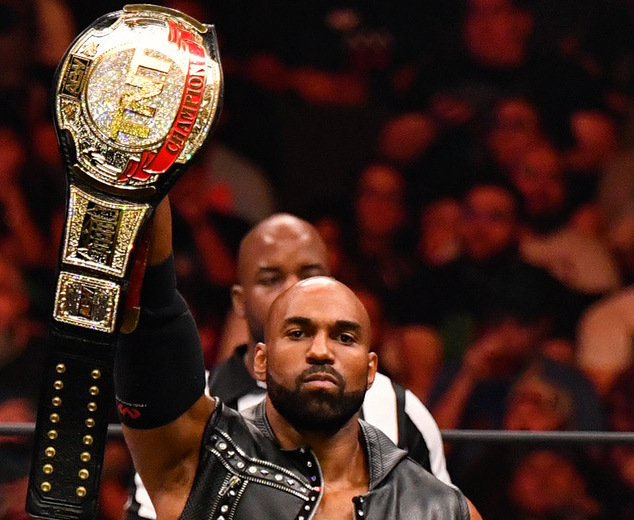
Scorpio Sky com o "Bling belt" durante seu primeiro reinado em março de 2022; essa versão foi usada como o cinturão padrão de setembro de 2021 a janeiro de 2023.

Depois que Sammy Guevara derrotou Miro para ganhar o título no episódio de 29 de setembro de 2021 do Dynamite, Guevara foi presenteado com um design atualizado do cinturão padrão do campeonato para substituir o cinturão personalizado de Miro. Este novo cinto voltou ao design da versão padrão de pulseira preta introduzida por Darby Allin, mas com strass adicionados na área circular atrás do logotipo TNT em relevo. O designer original do Campeonato TNT, Ron Edwardsen, também projetou o cinturão atualizado, que tem um total de 1.577 strass, que o próprio Edwardsen apelidou de cinto "TNT Bling". Embora inicialmente tenha sido uma versão personalizada para Guevara, outros campeões mantiveram esse design até janeiro de 2023. Após Allin derrotar Samoa Joe para conquistar seu segundo Campeonato TNT, o design do título foi alterado, voltando para o acabamento espelhado em níquel atrás do logo da TNT.

### Designs personalizados

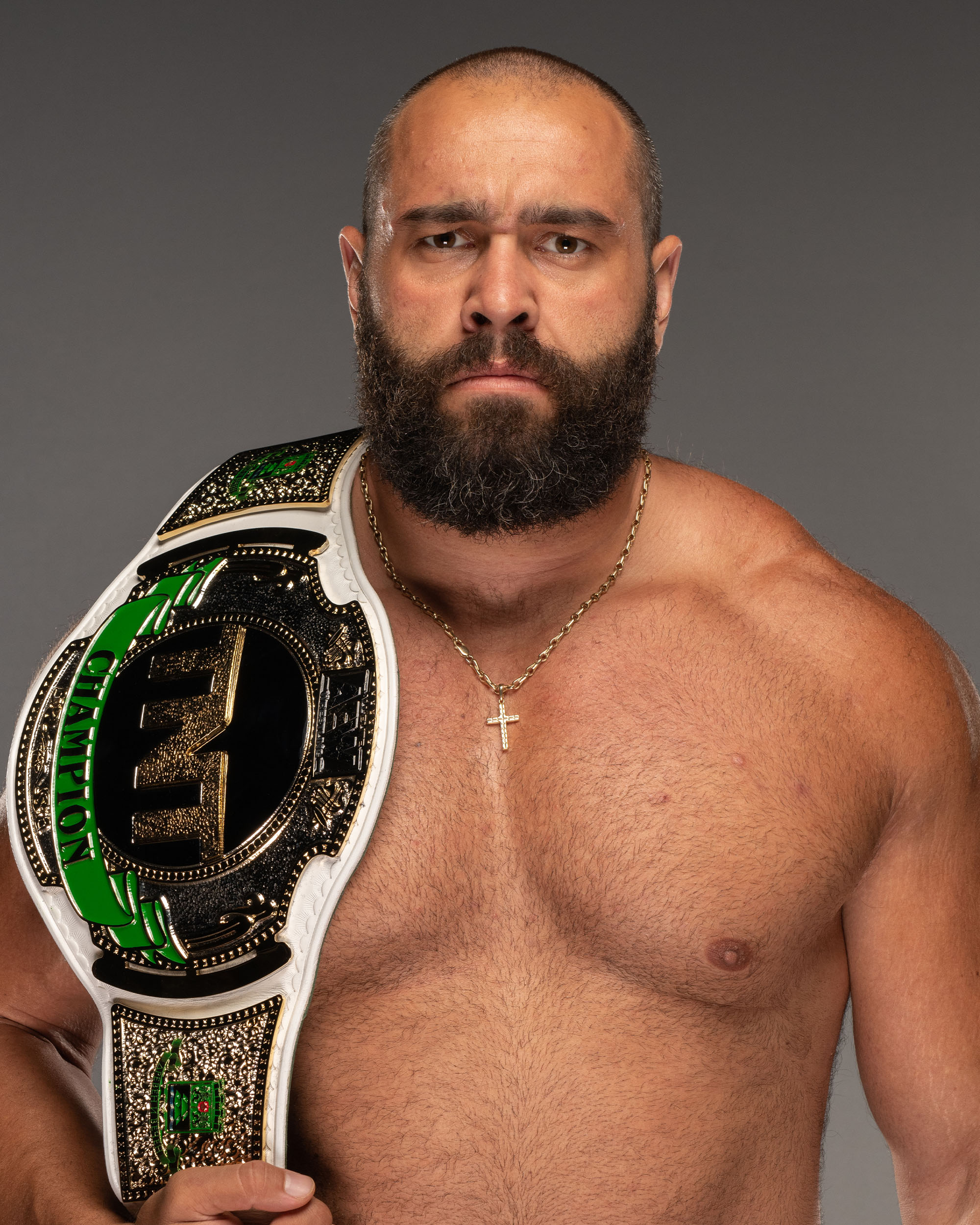
Miro com seu cinturão personalizado "Bulgarian belt", que ele usou de julho a setembro de 2021.

Durante a primeira noite do Fyter Fest em 14 de julho de 2021, o atual campeão Miro apresentou sua própria versão personalizada do cinturão do campeonato que representava sua cidade natal, Plovdiv, Bulgária, bem como sua mudança de personalidade como "O Redentor". As placas estavam em uma tira de couro branco e a placa central era a mesma; no entanto, a bandeira vermelha foi alterada para verde. Além disso, as duas placas laterais internas foram alteradas para apresentar o Brasão de Plovdiv. O texto abaixo do brasão dizia "Древен и Вечен" (búlgaro: Dreven i Vechen), que significa "Antigo e Eterno". O cinturão personalizado de Miro foi feito por Belts By Dan.

Scorpio Sky com seu cinturão personalizado "Lakers belt", que ele usou durante seu segundo reinado de maio a julho de 2022.

No episódio de 20 de maio de 2022 do Rampage, Sammy Guevara, Tay Conti e Frankie Kazarian destruíram o cinturão padrão que roubaram do atual campeão Scorpio Sky. Na semana seguinte, no episódio de 27 de maio, Dan Lambert e Ethan Page presentearam Sky com uma versão personalizada do cinturão do campeonato nas cores da cidade natal de Sky e time favorito da National Basketball Association, o Los Angeles Lakers. O "cinturão do Laker" tinha uma pulseira dourada e a palavra "Campeão" em uma faixa roxa. Estampado no final da alça entre os botões de pressão estava "8-24", referindo-se aos números usados pelo falecido astro do Lakers, Kobe Bryant. O designer original do título, Ron Edwardsen, também desenhou o "Cinturão Laker".

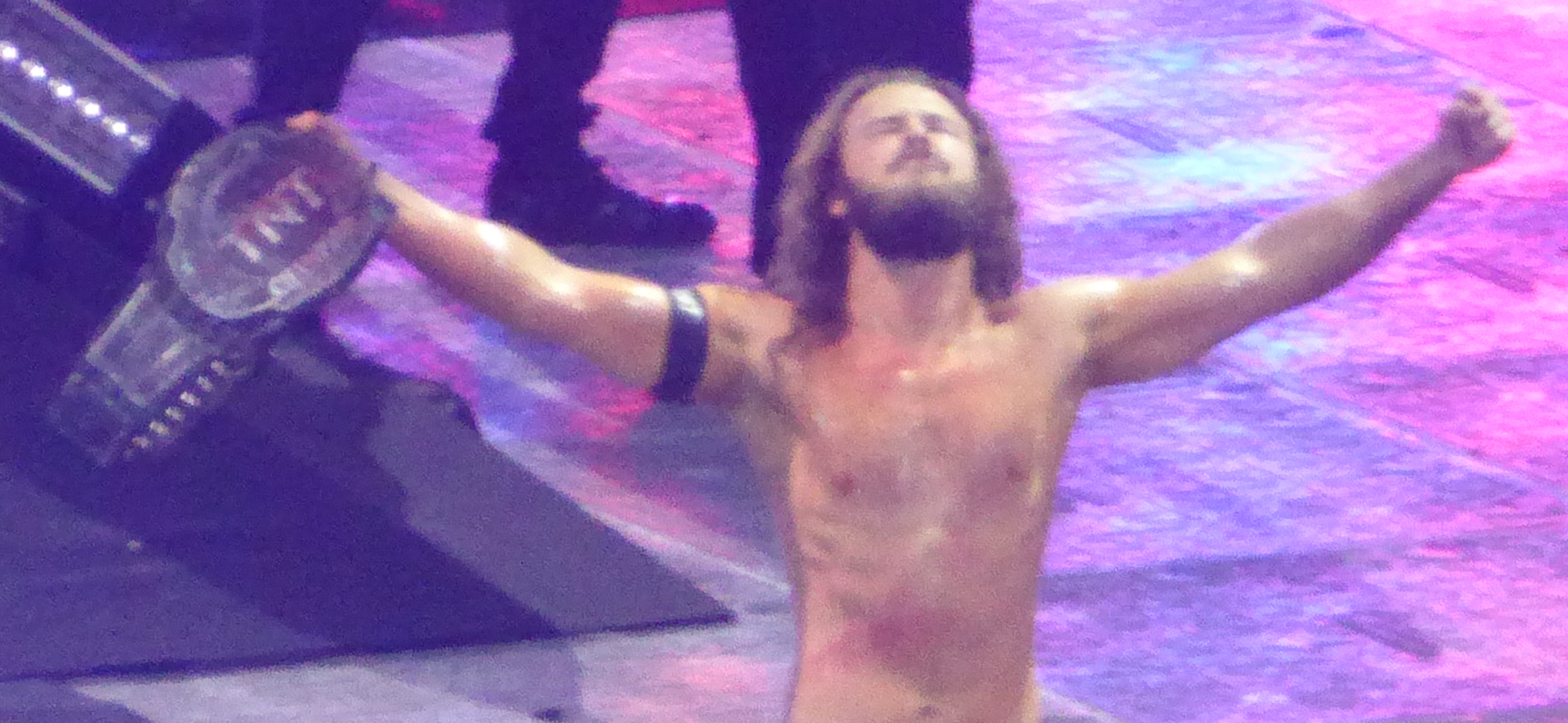
Jack Perry Jack Perry com seu cinturão personalizado "Scapegoat belt", que ele usou de agosto a novembro de 2024.

Após a luta do campeão Jack Perry no episódio de 17 de agosto de 2024 do Collision, na construção para sua defesa contra Darby Allin em uma luta Coffin no All In em 25 de agosto, Perry colocou seu oponente, Danny Orion, em um saco de corpo com o nome de Allin, junto com o cinturão padrão do Campeonato TNT, que ele cuspiu. Perry então revelou seu cinturão personalizado para acompanhar sua persona "Scapegoat", com o mesmo design, mas completamente pintado de preto, com tinta vermelha espalhada pela placa principal (imitando sangue) e uma correia de couro deformada e rasgada. Perry alterou o campeonato por meio de ferreiro, modificando o metal, distorcendo a correia de couro e depois pintando-o. Após conquistar o título de Jack Perry, Daniel Garcia retornou ao cinturão padrão.

## Reinados

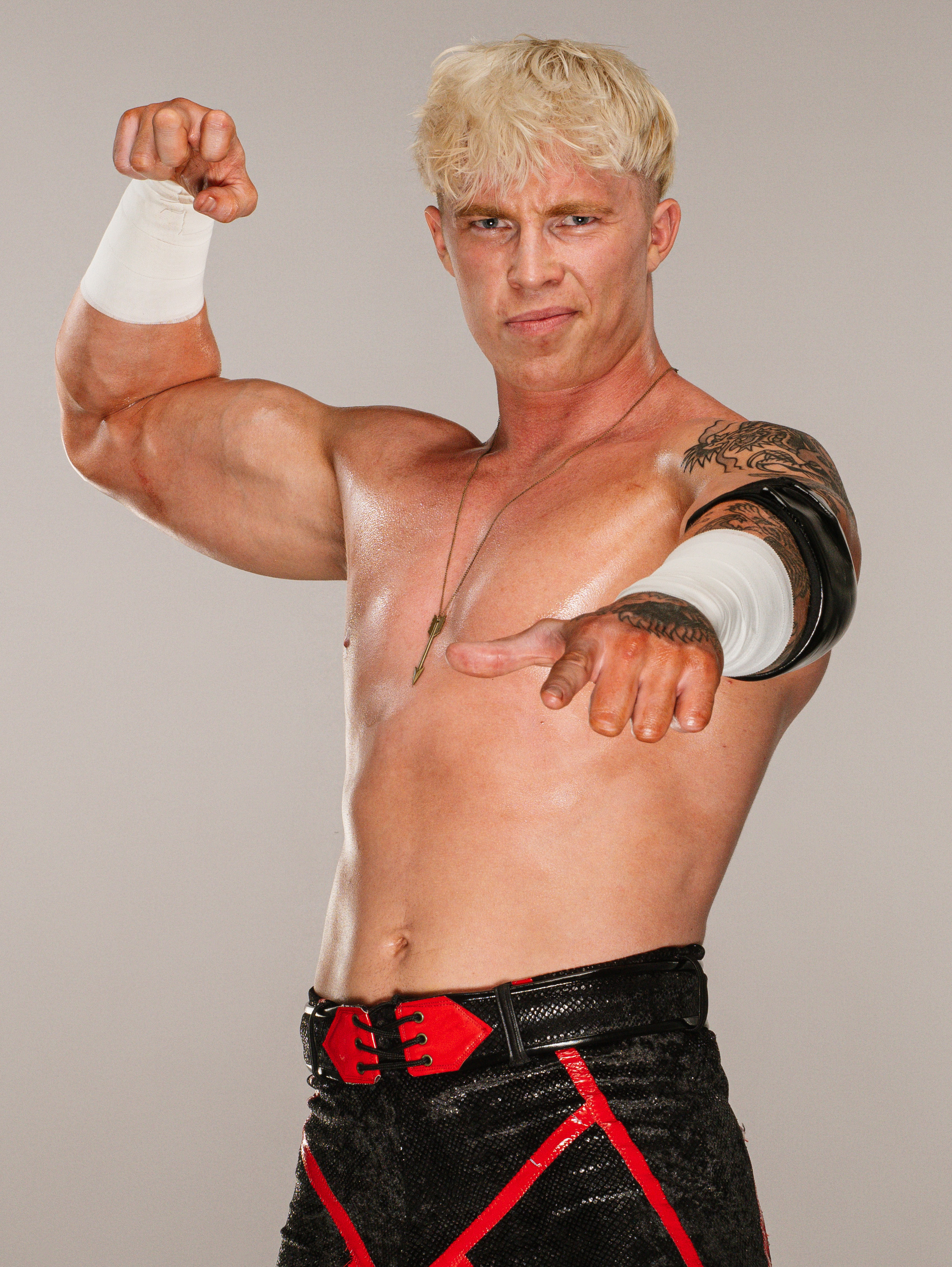
Atual campeão, Kyle Fletcher.

Até 1 de agosto de 2025, houve 28 reinados entre 17 campeões e duas ocasiões em que o título ficou vago. Cody Rhodes, então conhecido simplesmente como Cody, foi o campeão inaugural. Ele também está empatado com Sammy Guevara e Wardlow em mais reinados, com três. O primeiro reinado de Darby Allin é o mais longo com 186 dias e ele também tem o reinado combinado mais longo com 214 dias, enquanto o primeiro reinado de Adam Copeland é o mais curto, com 3 minutos e 30 segundos. Daniel Garcia é o campeão mais jovem aos 26 anos, enquanto Dustin Rhodes é o mais velho, conquistando o título aos 56 anos.
Kyle Fletcher é o atual campeão em seu primeiro reinado. Ele conquistou o título ao derrotar Dustin Rhodes em uma Chicago Street Fight no Collision em 31 de julho de 2025 em Chicago, Illinois.